# Estación aérea n.° 8 Loma Bonita
La EAM-8 Loma Bonita (Código OACI: MX67) es un pequeño aeródromo militar ubicado en el municipio de Loma Bonita, Oaxaca y se ubica 13 km al sur de la ciudad homónima. El campo militar donde se ubica el aeródromo es sede permanente del 6° regimiento de caballería motorizada “Centinelas del Papaloapan”. Al ser una estación aérea, no alberga de forma permanente escuadrones aéreos de la FAM, pero si es utilizada ocasionalmente por la misma. El aeródromo cuenta con zona de aparcamientos para aeronaves de ala fija y ala rotatoria. La pista de aterrizaje mide 1400 m de longitud y 28 m de anchura y tiene una orientación 18/36.

## Accidentes e incidentes
El 10 de mayo de 1999, un Boeing 737 de la FAM con matrícula B-12001 se encontraba despegando durante un vuelo de entrenamiento cuando se salió de la pista, el tren de aterrizaje delantero colapsó y la hierba cercana a la aeronave se incendió provocando también un incendio en la aeronave; los 6 ocupantes salieron ilesos.